# John Dunsworth
John Dunsworth, född 12 april 1946 i Bridgewater, död 16 oktober 2017 i Halifax, var en kanadensisk skådespelare, känd för att ha spelat rollen som Jim Lahey i serien Trailer Park Boys.